# Luca Covili
Luca Covili (Pavullo nel Frignano, 10 de febrero de 1997) es un ciclista italiano que compite con el equipo VF Group Bardiani-CSF Faizanè.

## Biografía
Luca empezó a andar en bicicleta alrededor de los 7 años.
Se hizo profesional en 2019 con el equipo Bardiani-CSF-Faizanè.
En octubre de 2022 participó en el Giro de Lombardía, donde integró la fuga del día.

## Palmarés
- Aún no ha conseguido victorias como profesional.

## Resultados en Grandes Vueltas
| Carrera | Carrera         | 2019 | 2020  | 2021 | 2022 | 2023 | 2024 | 2025 |
| ------- | --------------- | ---- | ----- | ---- | ---- | ---- | ---- | ---- |
|         | Giro de Italia  | 84.º | F. c. | —    | 24.º | Ab.  | 18.º | 70.º |
|         | Tour de Francia | —    | —     | —    | —    | —    | —    | —    |
|         | Vuelta a España | —    | —     | —    | —    | —    | —    | —    |

—: No participa

Ab.: Abandona

F. c.: Fuera de control

## Equipos
- Amore & Vita-Prodir (stagiaire) (08.2017-12.2017)
- Bardiani-CSF (2019-)
  - Bardiani-CSF (2019)
  - Bardiani-CSF-Faizanè (2020-2022)
  - Green Project-Bardiani CSF-Faizanè (2023)
  - VF Group Bardiani-CSF Faizanè (2024-)